# Hans Hagdorn
Hans Joachim Hagdorn (* 1949 in Schwäbisch Hall) ist ein deutscher Lehrer, Fossiliensammler und Paläontologe.

## Leben
Hans Hagdorn ist schon seit seiner Jugend in Schwäbisch Hall Fossiliensammler, dies zunächst im Muschelkalk und Keuper der näheren Umgebung. Er studierte Geographie und Germanistik für das Lehramt und war ab 1975 Lehrer an der Kaufmännischen Schule Künzelsau. Ab 1978 arbeitete er mit dem Institut für Paläontologie der Eberhard Karls Universität Tübingen zusammen (Adolf Seilacher). Seit 1984 wohnt er in Ingelfingen.
Der Schwerpunkt seiner Sammlung sind Stachelhäuter und hier besonders Seelilien der Trias. Neben vielen anderen Fossilgruppen sind diese in dem von ihm 1985 gegründeten Muschelkalkmuseum Hagdorn in Ingelfingen sowie in der geologisch-paläontologischen Abteilung des Hällisch-Fränkischen Museums für Kunst- und Kulturgeschichte (HFM) in Schwäbisch Hall (1988 eröffnet) ausgestellt.
Er veröffentlicht in wissenschaftlichen Zeitschriften über die germanische Trias, sein Schwerpunkt ist dabei auf die Bearbeitung der triassischen Stachelhäuter gerichtet.
Hans Hagdorn war 1998 Mit-Initiator der Gründung der Friedrich von Alberti Stiftung der Hohenloher Muschelkalkwerke, die mit der Paläontologischen Gesellschaft den Friedrich-von-Alberti-Preis verleiht.
Er ist Mitglied der deutschen Subkommission zur Perm-Trias-Stratigraphie.

## Ehrungen und Auszeichnungen
- 1988: Ehrendoktor der Universität Tübingen
- 1995: Verleihung der Zittel-Medaille
- 1997: Verleihung des Strimple Award der Paleontological Society
- 2002: Ehrenmitglied der Paläontologischen Gesellschaft
- 2015: Ehrenmitglied der Gesellschaft für Naturkunde in Württemberg[2]
- 2025: Bundesverdienstkreuz am Bande[3]

## Mitgliedschaften
- Paläontologische Gesellschaft

## Herausgeber
- Neue Forschungen zur Erdgeschichte von Crailsheim. Zur Erinnerung an Hofrat Richard Blezinger. Sonderbände der Gesellschaft für Naturkunde in Württemberg, 1, Stuttgart 1988.
- mit Theo Simon, Joachim Szulc: Muschelkalk. A field guide, Goldschneck-Verlag, Korb 1991.
- mit Adolf Seilacher: Muschelkalk (= Sonderbände der Gesellschaft für Naturkunde in Württemberg. 2). Schöntaler Symposium 1991. Goldschneck-Verlag Weidert, Stuttgart (i. e.: Korb] 1993, ISBN 3-926129-11-5.
- mit Rainer Schoch und Günter Schweigert: Der Lettenkeuper – ein Fenster in die Zeit vor den Dinosauriern. Palaeodiversity-Sonderband, Stuttgart und Ingelfingen 2015.

## Schriften
- mit Theo Simon: Geologie und Landschaft des Hohenloher Landes (= Forschungen aus Württembergisch-Franken. Band 28). 2., überarbeitete und erweiterte Auflage. Thorbecke u. a., Sigmaringen 1985, 2. Auflage 1988, ISBN 3-7995-7627-4.
- Der Lettenkeuper von Gaildorf. In: Werner K. Weidert (Hrsg.): Klassische Fundstellen der Paläontologie. Band 1: 21 Fundgebiete und Aufschlüsse in der Bundesrepublik Deutschland und Österreich. Goldschneck-Verlag, Korb 1988, ISBN 3-926129-02-6.
- Der Crailsheimer Trochitenkalk. In: Werner K. Weidert (Hrsg.): Klassische Fundstellen der Paläontologie. Band 1: 21 Fundgebiete und Aufschlüsse in der Bundesrepublik Deutschland und Österreich. Goldschneck-Verlag, Korb 1988, ISBN 3-926129-02-6.
- Das Muschelkalk-Keuper-Bonebed von Crailsheim. In: Werner K. Weidert (Hrsg.): Klassische Fundstellen der Paläontologie. Band 2: 23 Fundgebiete und Aufschlüsse in Dänemark, Deutschland, England, Frankreich, Österreich, Schweiz und Tschechoslowakei. Goldschneck-Verlag, Korb 1990, ISBN 3-926129-05-0.
- Der Schaumkalk des unteren Muschelkalks in Freyburg an der Unstrut. In: Werner K. Weidert: Klassische Fundstellen der Paläontologie. Band 4, Goldschneck Verlag, 2001.
- Die Seeigel des germanischen oberen Muschelkalks. In: Geologisch-Paläontologische Mitteilungen Innsbruck. Band 20. Festschrift zum 60. Geburtstag von Helfried Mostler, Innsbruck 1995, S. 245–281 (zobodat.at [PDF]).
- Der Muschelkalk: Datenträger der Erd- und Lebensgeschichte. In: Biologie in unserer Zeit. Band 32, 2002, Nr. 6, S. 380–388.